# 松田慶三
松田 慶三（まつだ けいぞう、1975年12月21日 - ）は、日本のプロレスラー。

## 経歴

### IWAジャパン時代
- 1995年3月2日、IWA JAPAN岡山武道館大会における対菅原裕二戦でデビュー。
- 2009年12月5日、IWA JAPAN新宿FACE大会においてブラックバファローに勝利しIWA世界ヘビー級王座を獲得。
- 2010年7月10日、IWA JAPAN 「松田慶三デビュー15周年記念大会」開催。
- 2011年8月12日、IWA JAPANを退団しフリーへ。

### IWAジャパン退団後の活動
- 2011年10月28日のSMASH21に乱入し、SMASH22よりレギュラー参戦を果たす。その際に元Iジャ軍団を結成し平野勝美、市来貴代子、岡野隆史を招集した。
- ユニオンプロレスでは離脱した高木三四郎に変わり、新高木三四郎として登場した。
- プロレスリングFREEDOMSでは、新たに空牙&ベアー福田と「ヘイヘイヘイヤングボーイズ」を結成する。
- 2012年より自主興行「プロレスリングDo」を横浜市で開催。
- 2014年7月17日、REINA新木場大会に乱入し、SMASH時代の抗争相手だった木藤裕次に対戦を要求[1]。
- 2014年7月21日、REINA横浜ラジアントホール大会にて木藤裕次とタッグで対戦する（松田・田村和宏vs木藤・洞口義浩）。
- 以降、ガッツワールドプロレスリングにレギュラー参戦していたほか、インディー団体を中心に参戦。また覆面レスラーとしても全国各地の興行に出場している。

## その他
- 『ハッスル』では、レイザーラモンHGの偽者として同じ様なコスチュームを着てリングに上がっていた。
- 2013年に行われたゲーム『アラド戦記』イメージキャラクターオーディションでは女性に混じり唯一の男性としてエントリー。特別賞を受賞した。
- 関東近郊のスーパー銭湯で熱波師として勤務している[2]。
- テレビCM・広告のモデルやエキストラとしても活動している。

## タイトル歴
I.W.A.JAPAN
- IWA世界ヘビー級王座 - 第7代
- IWA世界タッグ王座 - 第8代（パートナーは宇和野貴史）

VKFプロレス
- VKF KING of WRESTLE NANIWA王座 - 第5代

ガッツワールドプロレスリング
- GWCタッグ王座 - 第11代、第14代（パートナーはYUJI KITO×2）

## メディア出演

### テレビ
- 有吉反省会（2017年10月28日、日本テレビ系）[3]
- 帰れマンデー見っけ隊！！＆10万円でできるかな 合体3時間スペシャル（2018年11月12日、テレビ朝日）[4]
- 10万円でできるかな（2018年11月21日、テレビ朝日）[5]

### ゲーム
- アラド戦記（2015年、NEXON）松田クリーチャー 役[6]

### 映画
- どろろ（2007年、東宝、監督：塩田明彦） - 荒くれ者 役[7]

### MV
- 乃木坂46「その先の出口」（2014年、Sony Music Entertainment） - プロレスラー 役

### CM
- アラド戦記（2015年、NEXON）「回転一閃」篇[8][9]

### 舞台
- 魔界（2017年 - ） -  島左近 役[10]